# دانيال روبنشتاين
دانيال روبنستين (بالإنجليزية: Daniel Rubinstein)‏ (مواليد 1967) هو سفير الولايات المتحدة لدى تونس موظف الخدمة الخارجية الولايات المتحدة الأمريكية الذي شغل منصب القنصل العام، ومسؤول أمريكي كبير في قنصلية القدس ومدير مكتب وزارة الخارجية للشؤون بين إسرائيل والفلسطينيين. أعلن وزير الخارجية الأمريكي جون كيري مارس 2014 أن روبنستين سيحل محل روبرت ستيفن فورد مبعوثا خاصا لسوريا من طرف الولايات المتحدة الأمريكية. ومنذ أكتوبر 2015، عين سفير الولايات المتحدة لدى تونس.

## المشوار المهني
روبنشتاين هو خريج من جامعة كاليفورنيا في بيركلي، وتولى منصب القنصل العام ورئيس البعثة في القدس 2009-2012، ونائب رئيس بعثة الولايات المتحدة السفارة في عمان عاصمة الأردن 2005-2008، ورئيسا لوحدة المراقبة المدنية في القوة المراقبين المتعددة الجنسيات في سيناء في مصر. وفي وقت سابق شغل منصب مدير مكتب الشؤون الإسرائيلية والفلسطينية في وزارة الخارجية من عام 2004 إلى عام 2005. يتحدث لغات أجنبية هي العربية والعبرية والبرتغالية.